# Philipp Wambolt von Umstadt

Wappen der Wambolt von Umstadt

Philipp Hugo Franz Maria Freiherr Wambolt von Umstadt (* 16. September 1828 in Birkenau im Odenwald; † 1. Juli 1887 ebenda) war ein deutscher Gutsbesitzer und Mitglied der Landstände des Großherzogtums Hessen.

## Leben

### Herkunft und Familie

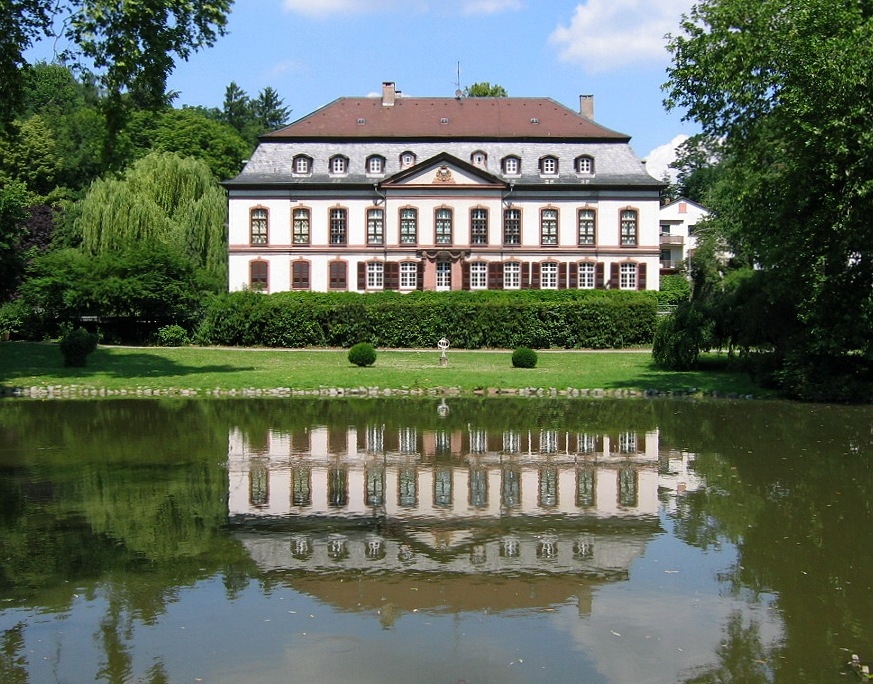
Schloss Birkenau

Philipp Wambolt von Umstadt entstammte dem rheinisch-hessischen Adelsgeschlecht Wambolt von Umstadt und war ein Sohn des kurmainzischen Obristkämmerers Friedrich Freiherr Wambolt von Umstadt (1782–1837). Seine Mutter war Adolfine Ferdinande Freiin von Eynatten zu Trips (1803–1868).
Sein jüngerer Bruder Franz Philipp Christoph Maria Hubert, geboren am 14. Dezember 1829 in Heidelberg, war Großherzoglich-hessischer Oberstleutnant á la suite.
Am 27. August 1856 heiratete er in Darmstadt Josephine Gräfin und Edle Freiin von Boineburg-Lengsfeld (1837–1905). Aus der Ehe gingen die Töchter Luise  (* 8. Februar 1858, † 1946, ∞ Wilhelm von Ketteler), Maria (* 28. Januar 1859, ∞ Sigismund Freiherr von Berckheim)  und  der Sohn Philipp Franz (1860–1924) hervor.

### Wirken

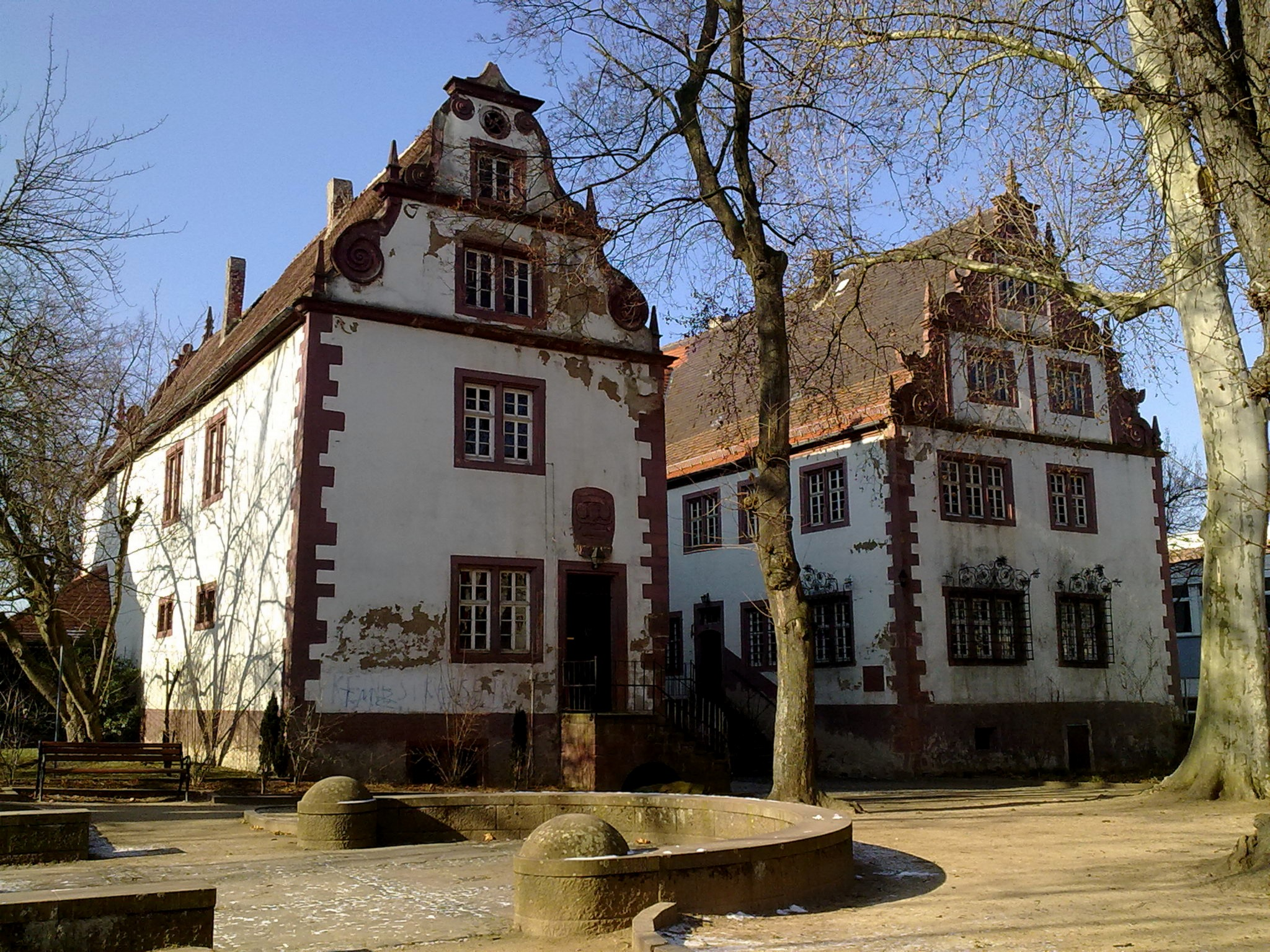
Schloss Wambolt, Stammsitz des Geschlechts in Groß-Umstadt

Er war Majoratsherr auf Umstadt und Birkenau und fungierte als Großherzoglich-hessischer Kammerherr.
Vom 11. November 1862 bis 1872 hatte er ein Mandat für die Zweite Kammer der Landstände des Großherzogtums Hessen, gewählt vom grundherrlichen Adel. Im direkten Anschluss war er bis 1887 Mitglied der Ersten Kammer des Landtags. Er galt als klerikal-konservativ.
1868 kandidierte er ohne Erfolg für das Zollparlament.
In den Jahren 1874, 1877 und 1878 war er ebenso erfolglos bei den Wahlen für den Deutschen Reichstag.
1856 wurde er in die Althessische Ritterschaft aufgenommen.